# X-Uch
X-Uch es una localidad de Yucatán en México, localizada en el municipio de Temozón.

## Demografía
Según el censo de 2010 realizado por el INEGI, la población de la localidad era de 303 habitantes.